# Daihatsu YRV
La Daihatsu YRV est un petit break du constructeur automobile japonais Daihatsu sorti en août 2000 au Japon et début 2001 en Europe, et arrêté en 2006. C'est le Daihatsu Materia qui l'a remplacé plus ou moins directement.
La gamme française est composée de deux moteurs de 1 298 cm³  (K3-VE de 87 chevaux & K3-VET de 130 chevaux), deux finitions (S & X) et trois transmissions (boîte mécanique à 5 vitesses et automatique à 4 rapports en deux et quatre roues motrices).

Au Japon, la gamme débutait avec un 3 cylindres 989 cm3 de 64 ch tandis que le 1,3 litre développait 90 ou 140 ch selon les normes japonaises.

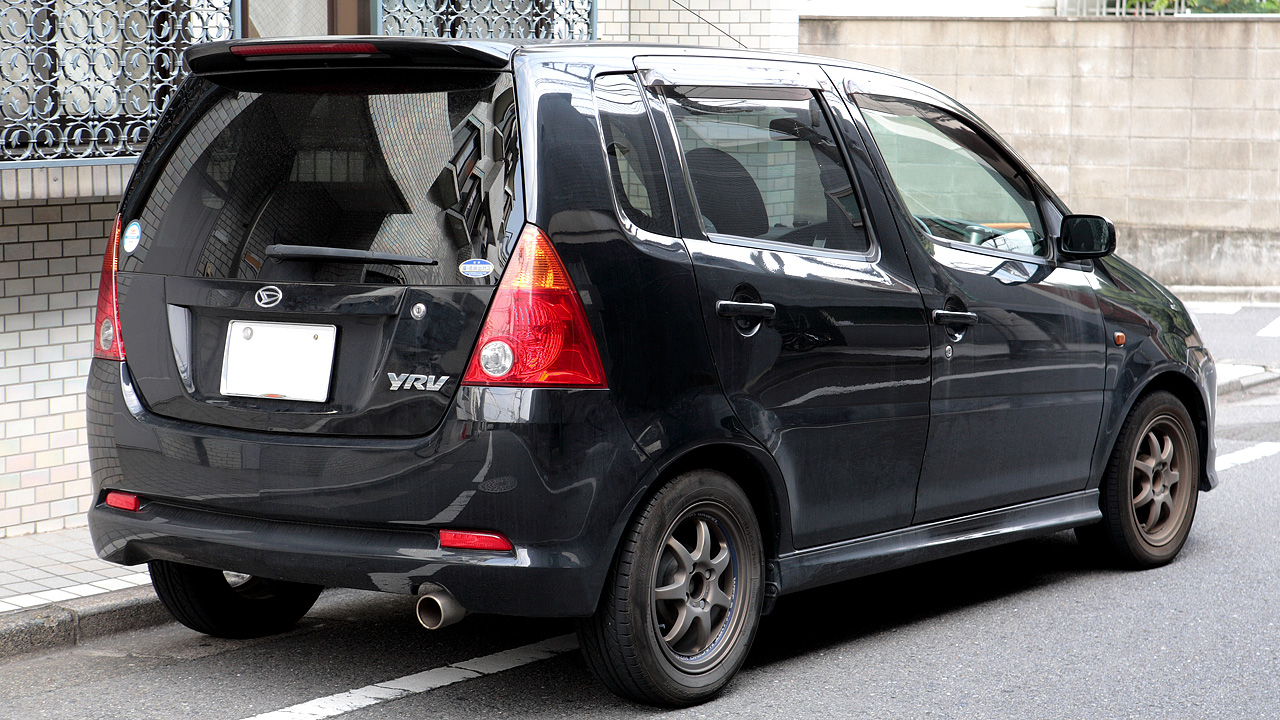
Arrière.
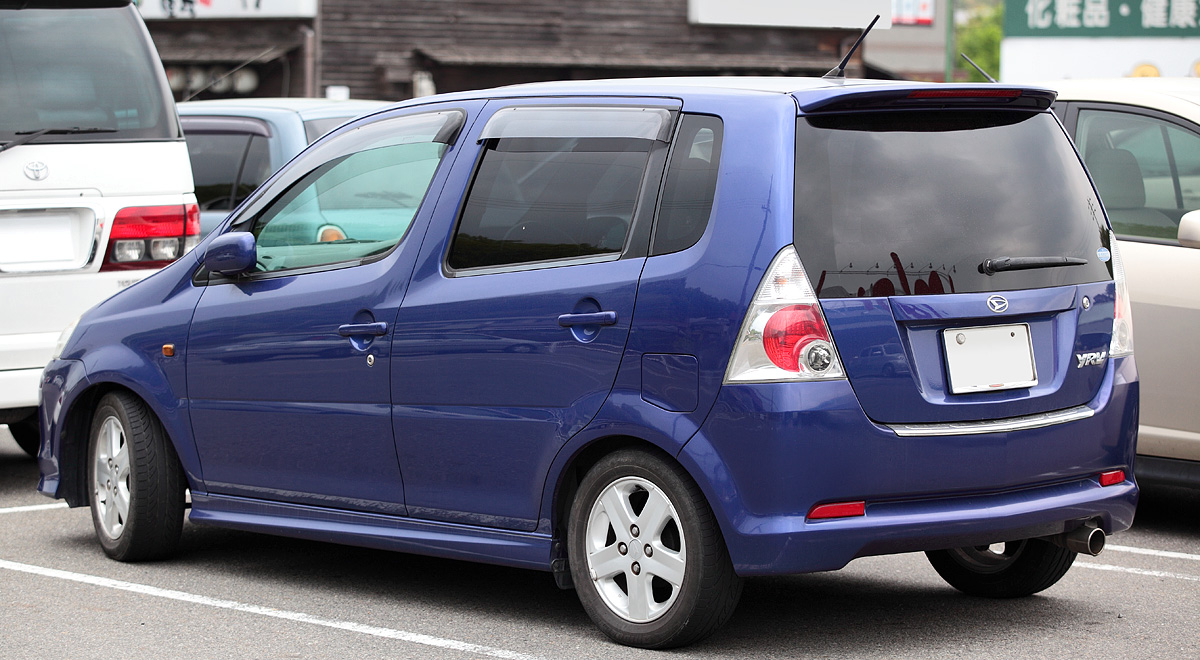
Les dernières années de production, l'intérieur des feux évolue.
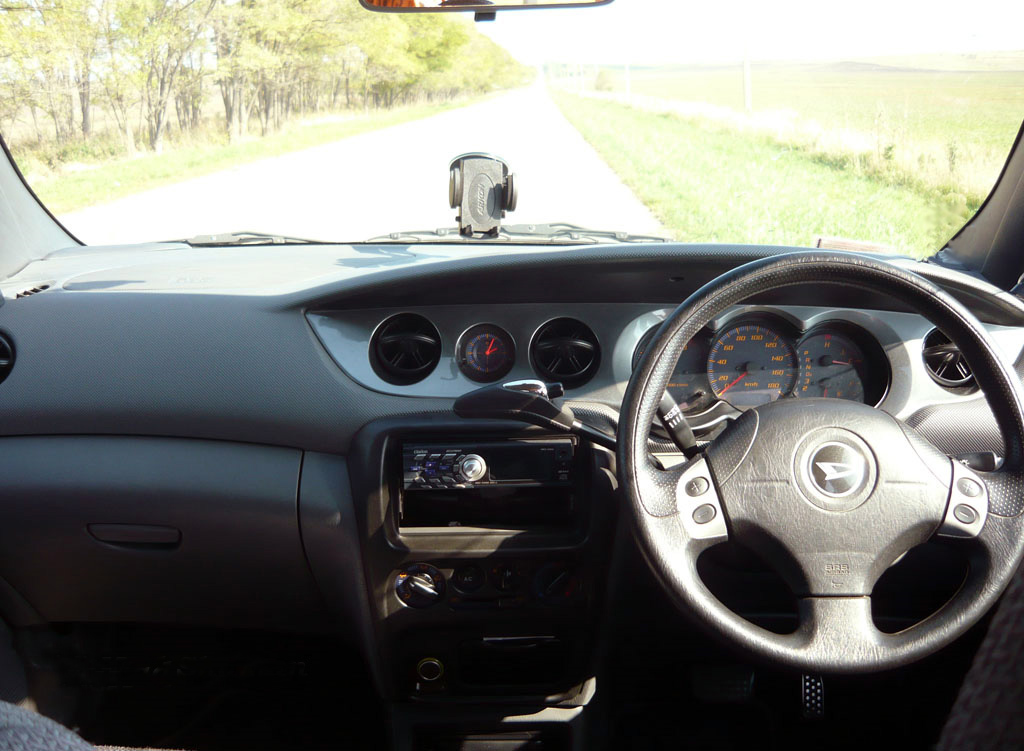
Intérieur.